# 액세스 타임
액세스 타임(access time) 또는 접근 시간은 전자 시스템에 대한 요청 간 시간 지연 또는 레이턴시를 의미한다.
- 전기 통신 시스템에서 액세스 타임은 액세스 시도 상태와 성공 접근 간의 지연이다. 액세스 타임 값은 성공 상태의 접근 시도가 있는 경우에만 측정된다.
- 컴퓨터에서는 명령어 제어 장치가 데이터 저장을 위해 데이터나 요청의 호출을 초기화하는 시점, 그리고 데이터의 전달이 완료되거나 저장이 시작된 시점 간의 시간이다.

## 같이 보기
- 메모리 레이턴시
- 기계적 레이턴시
- 시크 타임
- 스루풋
- 리드 타임
- 문맥 교환
- 문맥 교환

 이 문서는 다음을 포함합니다: 퍼블릭 도메인 자료 - 총무청 문서 "연방 표준 1037C" (MIL-STD-188 지원).